# 右連続左極限
数学における右連続左極限関数（みぎれんぞくひだりきょくげんかんすう、英: right continuous with left limits, RCLL; 仏: continue à droite, limite à gauche, càdlàg）は、実数直線上で（あるいはその部分集合上で）定義された関数で、至る所右連続かつ左極限を持つものを言う。右連続左極限関数は、（連続なパスを持つブラウン運動とは異なり）パスの跳びを許す（あるいは要求する）確率過程の研究において重要である。与えられた定義域上の右連続左極限関数全体の成す集合はスコロホッド空間 (Skorokhod space) と呼ばれる。
これと関連する二つの概念に、左右を入れ替えた左連続右極限関数と、定義域の各点において片側連続片側極限関数がある。

## 定義

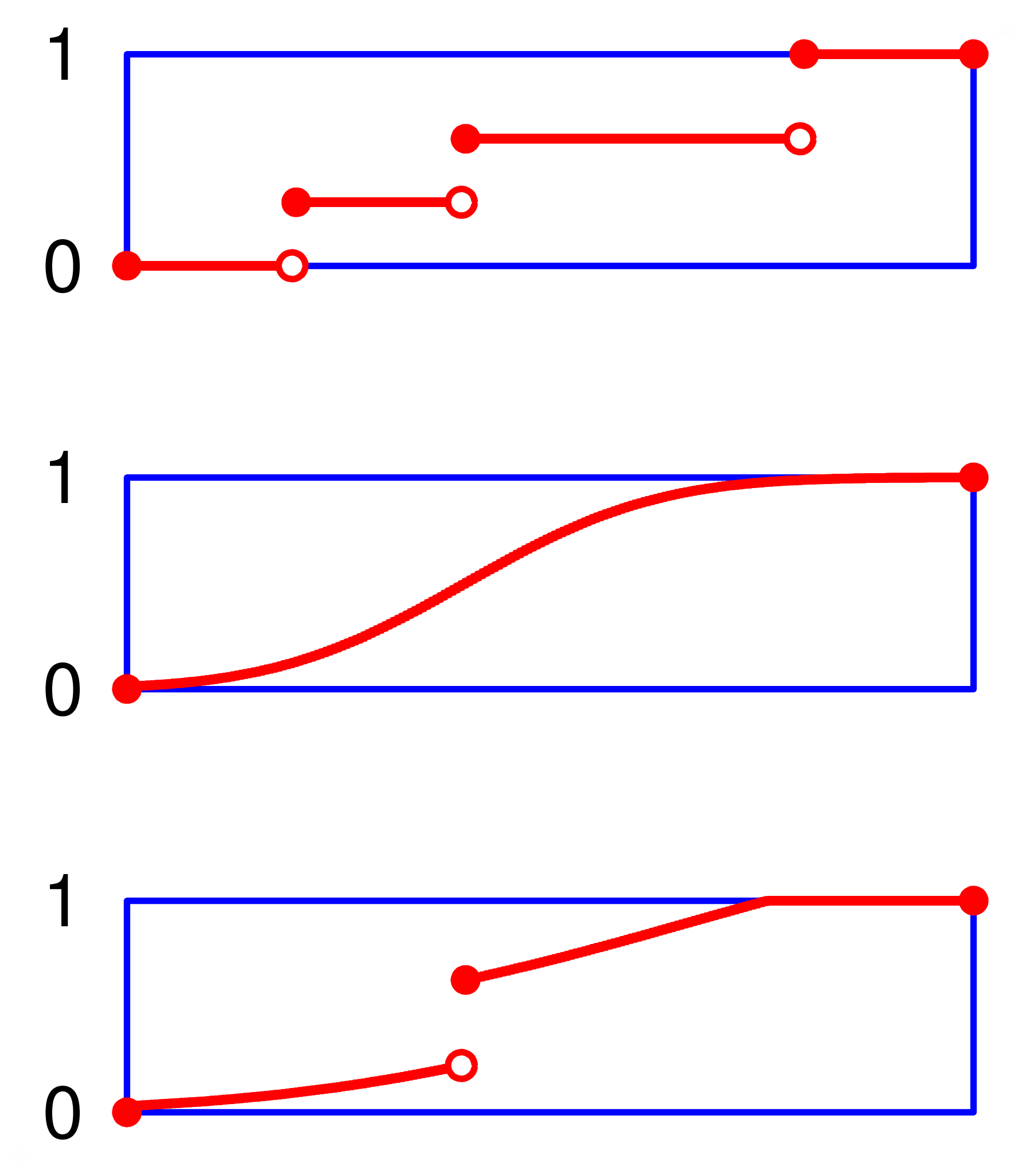
累積分布函数は càdlàg 函数である。

距離空間 (M, d) および E ⊆ R に対して、関数 ƒ: E → M が右連続左極限 (càdlàg) であるとは、任意の t ∈ E において
- 左極限 ƒ(t−) := lims↑t ƒ(s) が存在し、
- 右極限 ƒ(t+) := lims↓t ƒ(s) が存在してかつ ƒ(t) に等しい

ときにいう。つまり、càdlàg 函数 ƒ は右連続かつ左極限を持つ。

## 例
- 任意の連続函数は càdlàg である。
- 定義により任意の累積分布関数は càdlàg である。例えば点 r における累積値は r 以下であるような確率 P(x ≤ r) に対応する。言い換えれば、両側分布に対して考える半開区間 (−∞, r] は右閉である。
- 開区間上定義された任意の凸関数 f の右微分 f+' は単調増大 càdlàg 関数である。

## スコロホッド空間
E から M への càdlàg 関数全体の成す空間をしばしば D(E; M) あるいは単に D と書いて、スコロホッド空間 (Skorokhod space) と呼ぶ（ソヴィエトの数学者アナトリー・スコロホッドに因む）。スコロホッド空間には、直観的に言えば「時間と空間を少し飛び跳ねる」こと ("wiggle space and time a bit") が許されるような位相を入れることができる（旧来的な一様収束の位相では「空間を少し飛び跳ねる」ことしかできない）。簡単のため、E = [0, T] および M = Rn ととる（より一般の構成については文献 (Billingsley 1995)を見よ）。
まずは連続度に対応する類似の概念 ϖ′ƒ(δ) を定義せねばならない。任意の F ⊆ E に対して、
{\displaystyle w_{f}(F):=\sup _{s,t\in F}|f(s)-f(t)|}
とおき、δ > 0 に対して càdlàg 度 (càdlàg modulus) を
{\displaystyle \varpi '_{f}(\delta ):=\inf _{\Pi }\max _{1\leq i\leq k}w_{f}([t_{i-1},t_{i}))}
なるものと定める。ただし、下限は任意の分割 Π = {0 = t0 < t1 < … < tk = T} (k ∈ N, かつmini (ti − ti−1) > δ) に亙って取る。この定義は（通常の連続度が不連続関数に対して意味を持つのと同様に）càdlàg でない ƒ に対しても意味を持ち、ƒ が càdlàg であるための必要十分条件は ϖ′ƒ(δ) → 0 (as δ → 0) であることが示せる。
いま、Λ は E から E への狭義単調増大連続全単射（これらは「時間を飛び跳ねる」）全体の成す集合とする。E 上の一様ノルムを
{\displaystyle \|f\|:=\sup _{t\in E}|f(t)|}
と書くとき、D 上のスコロホッド距離 (Skorokhod metric) σ を
{\displaystyle \sigma (f,g):=\inf _{\lambda \in \Lambda }\max\{\|\lambda -I\|,\|f-g\circ \lambda \|\}}
と定める。ここで I: E → E は恒等写像である。直観的な「飛び跳ね」("wiggle") の言葉で言えば、||λ − I|| は「時間を飛び跳ねる」大きさを測るものであり、||ƒ − g ∘ λ|| は「空間を飛び跳ねる」大きさを測るものである。
このスコロホッド距離函数 σ が実際に距離関数となることが示せる。σ の生成する位相 Σ を D 上のスコロホッド位相と呼ぶ。

## スコロホッド空間の性質

### 一様位相の一般化
E 上の連続関数の空間 C は D の部分空間であり、スコロホッド位相を C に相対化したものは、C 上の一様位相に一致する。

### コンパクト性
D はスコロホッド距離 σ に関して完備でない (Billingsley 1999) けれども、位相的に同値な距離 σ0 が存在して D が完備となるようにすることができる。

### 可分性
σ あるいは σ0 の何れに関しても D は可分である。従って、スコロホッド空間はポーランド空間である。

### スコロホッド空間の緊密性
アルツェラ–アスコリの定理を応用して、スコロホッド空間 D 上の確率測度の列 (μn)n=1,2,… が緊密であるための必要十分条件は以下の二条件:
{\displaystyle \lim _{a\to \infty }\limsup _{n\to \infty }\mu _{n}{\big (}\{f\in D\;|\;\|f\|\geq a\}{\big )}=0}
および
{\displaystyle \lim _{\delta \to 0}\limsup _{n\to \infty }\mu _{n}{\big (}\{f\in D\;|\;\varpi '_{f}(\delta )\geq \varepsilon \}{\big )}=0{\text{ for all }}\varepsilon >0}
を満足することであることが示せる。

### 代数構造および位相構造
スコロホッド位相および関数の点ごとの和のもとで、D は位相群を成さない。これは例えば
E = [0,2) を単位区間として、fn = χ[1-1/n,2) ∈ D は指示関数の列とする。スコロホッド位相に関して fn → χ[1,2) という事実にも拘らず、関数列 fn − χ[1,2) は 0 に収束しない。
のような例がある。